# شهر امیرکبیر
شهر جدید امیرکبیر از نوین شهرهای (شهرهای تازه تأسیس) ایران است که با هدف اسکان سرریز جمعیتی شهر اراک در شورای عالی معماری و شهرسازی ایران به تصویب رسید. فاز نخست این شهر در سال ۱۳۹۵ شامل تأسیسات رو بنایی و زیربنایی، مراکز انتظامی، گردشگری و مذهبی و ۱۱۳۱ واحد مسکن ویلایی و ۳۳ واحد تجاری به بهره‌برداری رسید. فاز دوم این شهر مشتمل بر ساخت و آماده‌سازی ۶۵ هکتار برای احداث ۹۰۰ واحد ۳۰۰ متری و ۹۰۰ واحد ویلایی مدنظر بوده که ۱۰۰ درصد آماده‌سازی آن انجام شده و ۳۵۰ واحد هم در دست کار بوده که با پیشرفت حدود ۳۰ درصد همراه است.

## موقعیت جغرافیایی
شهر امیرکبیر در فاصله ۳۵ کیلومتری شرق اراک و در آزادراه اراک-قم واقع شده است و از جنوب به محور ارتباطی اراک - قم و روستای ابراهیم‌آباد، از شمال به راه‌آهن سراسری و تپه‌های اطراف محدود می‌شود.

## ظرفیت پذیرش جمعیت
ساخت شهر در سه مرحله انجام خواهد شد که در مرحله اول پیش‌بینی جذب ۳۵ هزار نفر در این شهر تا سال ۱۳۹۵صورت گرفته است. همچنین در مرحله دوم اجرای این طرح تا سال ۱۴۰۵ انتظار می‌رود جمعیت این شهر به ۶۶ هزار نفر افزایش یافته و در نهایت این تعداد به یکصد هزار نفر برسد.

## نخستین شهر ویلایی کشور
با توجه به سیاست دولت مبنی بر ساخت مسکن در قالب مسکن مهر، از سوی دولت مقرر شد مسکن‌های ساخته شده در این شهر به صورت ویلایی ساخته شوند. بر این پایه، این شهر به عنوان نخستین شهر جدید ویلایی در کشور شناخته شده است. این شهر دارای امکاناتی همچون آتش‌نشانی، کلانتری، درمانگاه، مسجد، ۲ مدرسه، استخر، بازارچه، سالن ورزشی، زمین فوتبال، پارک محله ای، باغستان، مجموعه تفریحی و غیره می‌باشد.
پروژه آبرسانی به شهر جدید امیرکبیر با اعتباری بالغ بر ۶۵۰ میلیارد ریال و با حضور اردکانیان وزیر نیرو در اردیبهشت ماه ۱۳۹۹ به بهره‌برداری رسید. پکیج تصفیه‌خانه فاضلاب برای پوشش جمعیتی ۷ هزار نفر طراحی شده و آب شرب مورد نیاز برای ۲۰ هزار نفر تأمین شده است. فضای سبز شهر جدید امیرکبیر بالغ بر ۲۵ هکتار می‌باشد که بیش از سرانه کشوری بوده و امکان تبدیل این شهر به یکی از باغ شهرهای مهم کشور در آینده را فراهم خواهد کرد.
مطالعه و پیگیری اجرای طرح جامع تفریحی و گردشگری در منطقه ۵۵۰ هکتاری با عنوان «تپه قاش سبز»، پیگیری احداث راه‌آهن حومه ای اراک به شهرجدید امیرکبیر و همچنین اجرای طرح بازار بزرگ فرش منطقه مرکزی کشور از جمله طرح‌های در دست اقدام در این شهر می‌باشند.
در مهرماه ۱۴۰۱ نیز با حضور رستم قاسمی، وزیر راه و شهرسازی، عملیات اجرایی ۲۰ هزار واحد مسکونی ویلایی در شهر امیرکبیر آغاز شد. قرار است این واحدهای مسکونی در مدت ۳۰ ماه تکمیل و در اختیار متقاضیان قرار داده شود. همچنین وزیر راه و شهرسازی در جریان بازدید از پروژه‌های در دست اقدام این شهر، بر تکمیل قطار حومه‌ای از اراک به شهر جدید امیرکبیر تأکید کرد.

## احداث تقاطع غیر همسطح
طرح احداث تقاطع غیر همسطح برای تردد ساکنین شهر جدید امیرکبیر در شورای ترافیک استان مرکزی در مهرماه سال ۱۳۹۸ به تصویب رسید. اعتبار برآورد شده برای احداث این تقاطع غیر همسطح بالغ بر ۱۳ میلیارد تومان برآورد شده و مقرر گردیده، نیمی از این اعتبارات را شرکت عمران شهرهای جدید کشور تأمین کند و مابقی نیز از طریق منابع اعتباری استان تخصیص داده شد و در مهرماه ۱۴۰۱ به بهره‌برداری رسید.